# Дубровин, Василий Дмитриевич
Васи́лий Дми́триевич Дубро́вин (1897—?) — русский советский писатель и журналист.

## Биография
Василий Дубровин родился в 1897 году в селе Лопуховка Вольского уезда Саратовской губернии. Окончил Вольскую учительскую гимназию (1918), два года был сельским учителем в деревне Самодуровка. Работал сельским корреспондентом, затем переехал в Москву. В художественную литературу пришёл поздно.
Его дебютным произведением стал роман «Конец Самодуровки. Записки селькора». Первый вариант произведения Дубровин отправил Максиму Горькому в июле 1931 года, сопроводив его письмом:
Я вполне сознаю то, что у вас не хватает времени на всех нас, начинающих писателей. И все-таки я иду к вам. Ваше слово для меня очень много значит
Горький ответил, похвалив автора за политически верное содержание и наличие литературного дара, тем не менее отметил технические недостатки романа, излишнюю многословность и неудачную композицию. Роман был напечатан в том же году в журнале «Октябрь» № 8—12, а в 1932 году был выпущен отдельной книгой. Член Союза писателей с 1934.
Работал редактором сценарного отдела киностудии «Мостехфильм». Окончил сценарный факультет ВГИКа (1940).
В начале Великой Отечественной войны Василий Дубровин записался в народное ополчение и был направлен в 22 стрелковый полк 8-й Краснопресненской дивизии, в писательскую роту. Во время битвы за Москву попал в окружение под Вязьмой. Признан пропавшим без вести в октябре 1941 года, вероятнее всего, погиб.
Имя Василия Дубровина высечено на мемориальной доске в Центральном доме литераторов в Москве.

## Сочинения
- Конец Самодуровки. Записки селькора (роман, 1931)[3]
- Таня Овсянка (повесть)[4]
- Пчеляки (рассказ, 1929)[5]
- Сеженская коммуна (1930)[6]
- Почему мы пошли в колхоз[7]

## Комментарии
1. ↑  С 1928 года — в составе Черкасского района[1], ныне — в Вольском районе Саратовской области.